# Stijn Berben
Stijn Berben (2 september 1988) is een Nederlands voetbalscheidsrechter. Hij is in dienst van de KNVB en leidt voornamelijk wedstrijden in de Jupiler League.
Op 29 maart 2014 leidde Berben zijn eerste professionele wedstrijd op het tweede niveau. De wedstrijd tussen FC Emmen en Jong FC Twente eindigde in een 2-0-overwinning voor de thuisploeg. Berben deelde drie gele kaarten uit. Het seizoen 2013/14 sloot hij af met de volgende getallen: hij was scheidsrechter in drie competitiewedstrijden en gaf daarin negen maal een gele kaart. Dat komt neer op een gemiddelde van drie gele kaarten per wedstrijd..
Op 21 september 2015 strafte de KNVB hem vanwege Berbens blunder met het wedstrijdformulier in het duel tussen Jong Feyenoord en Jong Cambuur. De bond trok hem terug van twee bekerwedstrijden die hij die week zou fluiten. Berben vergat de rode kaart van Feyenoorder Eljero Elia vanwege een vermeende overtreding op het wedstrijdformulier te zetten. "Je kan dingen missen in een wedstrijd, maar het wedstrijdformulier moet gewoon kloppen", aldus een KNVB-woordvoerder in een toelichting op de beslissing. Elia maakte een slaande beweging of een kopstoot in het duel tegen Jong Cambuur, maar omdat er onvoldoende bewijs was, werd de aanvaller door de tuchtcommissie vrijgesproken en niet geschorst. Op 19 maart 2016 debuteerde hij in de Eredivisie, niet als scheidsrechter maar als assistent-scheidsrechter. Hij viel als "vierde man" in voor de geblesseerde Bas van Dongen tijdens Cambuur Leeuwarden - Roda JC.